# Sint-Franciscus-Xaveriusinstituut (Brugge)
Het Sint-Franciscus-Xaveriusinstituut, afgekort SFX Brugge, is een katholieke school in de Belgische stad Brugge. Ze telt zo'n 900 leerlingen. Het instituut staat ook bekend onder de bijnaam van de Broeders Xaverianen, de Frères. De school is gelegen tussen het Guido Gezelleplein, het Simon Stevinplein, de Mariastraat en de Nieuwstraat. De basisschool van de Frères heet "Basisschool De Frères".
De leuze van de school is "Concordia res parvae crescunt" (Latijn voor "Het kleine groeit waar eendracht bloeit"). Concordia is dan ook de titel van het schooltijdschrift.

## Geschiedenis
De geschiedenis van de school gaat terug tot in de eerste helft van de 19de eeuw. De Nederlandse schoenmaker Theodoor Jacobus Rijken was al jaren actief in de kerkelijke wereld, als missionaris en als leek. Hij speelde lang met de gedachte een onderwijzende lekencongregatie op te richten. In 1839 kon hij uiteindelijk met de eerste twee novicen intrek nemen in een huis in de Ezelstraat in Brugge. De groep groeide langzaam en verhuisde twee jaar later naar de Sint-Jorisstraat. Daar ontstond een eerste schooltje; en in 1843 begon men ook een eerste lagere schooltje. Op 1 oktober 1840 had de Brugse bisschop Frans René Boussen al een akte uitgevaardigd waarin hij zijn goedkeuring verleende aan de oprichting van deze congregatie van lekenkloosterlingen. De groep nam Franciscus Xaverius als patroonheilige en werd als Congregatie van Broeders van Sint-Franciscus Xaverius (Latijn: Congregatio Fratum Xaverianorum of CFX) bekend. In de volksmond werden de Broeders Xaverianen als "De Frères" bekend.
De school bleef verder uitgroeien. Reeds in 1844 werd aan het Sint-Salvatorskerkhof een lagere betalende burgerschool geopend, en kort daarna verhuisde men naar het Onze-Lieve-Vrouwekerkhof. In 1852 werd een internaat opgericht en het lerarenkorps en de studentenbevolking kreeg een internationaler karakter. De groep breidde uit over Brugge, en ook buiten de stad gingen de Xaverianen onderwijstaken vervullen en scholen oprichten, zoals in Wervik in 1864. Ook een middelbare school werd opgericht en de school kreeg nationaal aanzien.
De Engelse broeders en lesgever brachten vanuit Engeland ook de voetbalsport mee. Het Xaveriusinstituut speelde net als het Brugs Atheneum een rol in het ontstaan van voetbalsport in de stad. Ook na hun schooltijd wilden de betere voetballers blijven spelen, en zo ontstond vanuit de Xaverianen en vanuit het atheneum de Brugsche FC, die na enkele jaren het blauw-zwarte FC Brugeois werd. Vanuit de Broeders Xaverianen ontstond reactie, en op 9 april 1899 werd door de Vereeniging der Oudleerlingen Broeders Xaverianen de nieuwe club Cercle Sportif Brugeois opgericht. Het instituut speelde zo dus een belangrijke rol in het ontstaan van de twee grote voetbalclubs in Brugge.
In het instituut ontstonden verscheidene verenigingen, o.a. de Volkshogeschool Moritoen, het muziekkorps Koninklijke Speelschaar Sint-Franciscus-Xaverius Brugge (gesticht in 1950) en Koninklijk Danstheater Aglaja (1966-2016).
Na de Eerste Wereldoorlog verloor de school haar buitenlandse aantrekking, en zou zich voortaan op de lokale bevolking concentreren. Het onderwijs onderging een democratisering, de school vernederlandste geleidelijk, ze evolueerde van een betalende naar een door de staat gesubsidieerde vrije instelling en naast de broeders kwamen ook leken lesgeven. Vanaf 1975 kwam de eerste vrouwelijke leerkracht en werd ook gemengd onderwijs geleidelijk ingevoerd. Tot op het einde van de jaren 70 was de "Frères" enkel een economische en wetenschappelijke school.
De inrichtende macht van de Frères is de Inrichtende Macht Karel de Goede (zoals in St.-Jozef Humaniora, Technisch Instituut Heilige Familie, OLVA, SASK, de St.-Pietersmiddenschool in Oostkamp en MIA-Brugge).
In oktober 2016 verlieten de negen nog overblijvende (gepensioneerde) Broeders Xaverianen de school- en kloostergebouwen in de Mariastraat, om hun intrek te nemen in een verzorgingscentrum in Sint-Pieters-Brugge.

## Bekende oud-leerlingen
- Hendrik Bogaert, politicus, burgemeester van Jabbeke (2007-2011), staatssecretaris (retorica 1986)
- Dominique Mathieu, aartsbisschop in Iran
- Frederik Boi, voetballer
- Thomas Buffel, voetballer
- Robert Braet, voetballer, voorzitter Cercle Brugge
- Kamiel Bulcke, jezuïet, missionaris in India en taalkundige
- Antoon Carette, tv-producer, letterkundige
- Albert Coppé, minister, Eurocommissaris, hoogleraar
- Stefaan Decraene, bankier
- Filip Dewinter, politicus voor Vlaams Belang
- Louis Flion, Vlaamse zanger
- Jens Keukeleire, wielrenner
- Bram Van Braeckevelt, politicus voor Groen
- Kurt Van Eeghem, radio- en televisiepresentator
- Jean-Pierre Van Rossem, econoom en politicus
- Tom Van Landuyt, acteur
- Frank Van Massenhove, bestuurder FOD Sociale Zekerheid en NMBS
- Lieven Verstraete, journalist bij de VRT
- Peter Verhelst, auteur, dichter
- Pablo Annys, politicus voor Vooruit.